# Tommaso Paradiso
Tommaso Paradiso (Roma, 25 giugno 1983) è un cantautore italiano, noto per essere stato il frontman dei Thegiornalisti.

## Biografia
Nato nel quartiere romano di Prati da una famiglia di origini campane (sua madre è nativa di Ariano Irpino), Paradiso ha frequentato il liceo classico ed è laureato in filosofia. In un'intervista ha dichiarato di essersi approcciato alla musica all'età di 11 anni, nel 1994, dopo aver ascoltato Definitely Maybe degli Oasis.
Nel 2009 ha fondato i Thegiornalisti insieme a Marco Antonio Musella e a Marco Primavera, debuttando due anni più tardi con l'album Vol. 1. Il gruppo ha in seguito acquisito notorietà con gli album Fuoricampo (2014), Completamente Sold Out (2016) e Love (2018), oltre al singolo  Riccione (2017).
Nel 2015 compone la musica del singolo Luca lo stesso di Luca Carboni, brano che ottiene un buon successo commerciale. Due anni più tardi collabora alla scrittura del singolo L'esercito del selfie di Takagi & Ketra feat. Lorenzo Fragola e Arisa, oltre a risultare coautore di Mi hai fatto fare tardi di Nina Zilli, Partiti adesso di Giusy Ferreri e Autunno di Noemi. Sempre nel 2017, insieme ai Thegiornalisti, ha partecipato al singolo Pamplona di Fabri Fibra; successivamente scrive Una vita che ti sogno per Gianni Morandi.
Nel 2018 partecipa con Elisa al brano Da sola/In the Night di Takagi & Ketra e scrive E se c'era... per Francesca Michielin. Nello stesso periodo ha collaborato con Franco126 al singolo Stanza singola, uscito il 18 gennaio 2019. L'anno seguente torna a collaborare con Takagi & Ketra per il singolo La Luna e la gatta, che ha visto anche la partecipazione di Jovanotti e Calcutta. Con lo stesso Calcutta, Paradiso ha scritto il singolo Tequila e San Miguel di Loredana Bertè. In seguito ha composto Come i pesci, gli elefanti e le tigri per il Piccolo Coro dell'Antoniano.
Il 17 settembre 2019 ha annunciato il proprio abbandono dai Thegiornalisti per intraprendere la carriera da solista, iniziata con la pubblicazione del singolo Non avere paura avvenuta qualche giorno più tardi. Durante il 2020 ha reso disponibili ulteriori singoli da solista, ovvero I nostri anni, Ma lo vuoi capire? e Ricordami.
Il 15 settembre 2021, con la pubblicazione del singolo Magari no, Paradiso ha annunciato l'album di debutto Space Cowboy. Previsto per il 4 marzo 2022, il disco è stato anticipato anche dai singoli La stagione del cancro e del leone (15 dicembre), Lupin (19 gennaio 2022) e Tutte le notti (23 febbraio 2022).
Il 27 maggio 2022 ha pubblicato il singolo inedito Piove in discoteca insieme al relativo video girato sul golfo di Napoli.

## Influenze musicali
Tra le sue principali influenze musicali, Paradiso ha citato cantautori come Lucio Dalla, Vasco Rossi, Antonello Venditti, Luca Carboni, ma anche gruppi come gli Oasis e gli Stadio.

## Discografia
Album in studio
- 2022 – Space Cowboy
- 2023 – Sensazione stupenda

Album dal vivo
- 2024 – In concerto

Singoli
- 2019 – Non avere paura
- 2020 – I nostri anni
- 2020 – Ma lo vuoi capire?
- 2020 – Ricordami
- 2021 – Magari no
- 2021 – La stagione del cancro e del leone
- 2022 – Lupin
- 2022 – Tutte le notti
- 2022 – Piove in discoteca
- 2023 – Viaggio intorno al sole
- 2023 – Amore indiano (con i Baustelle)
- 2023 – Sensazione stupenda
- 2023 – Blu ghiaccio travolgente

Come artista ospite
- 2018 – Da sola/In the Night (Takagi & Ketra feat. Tommaso Paradiso e Elisa)
- 2019 – Stanza singola (Franco126 feat. Tommaso Paradiso)
- 2019 – La Luna e la gatta (Takagi & Ketra feat. Tommaso Paradiso, Jovanotti e Calcutta)
- 2020 – Andrà tutto bene (Elisa feat. Tommaso Paradiso)
- 2021 – Ho spento il cielo (Rkomi feat. Tommaso Paradiso)

### Con i Thegiornalisti
- 2011 – Vol. 1
- 2012 – Vecchio
- 2014 – Fuoricampo
- 2016 – Completamente Sold Out
- 2018 – Love

### EP
- 2012 -  Canzoni fuori

### Come autore per altri artisti
- 2015 – Luca Carboni – Luca lo stesso (da Pop-up)
- 2017 – Takagi & Ketra feat. Lorenzo Fragola e Arisa – L'esercito del selfie
- 2017 – Nina Zilli – Mi hai fatto fare tardi (da Modern Art)
- 2017 – Giusy Ferreri – Partiti adesso (da Girotondo)
- 2017 – Noemi – Autunno (da La luna)
- 2018 – Gianni Morandi – Una vita che ti sogno (da D'amore d'autore)
- 2018 – Francesca Michielin – E se c'era... (da 2640)
- 2018 – Leo Pari – Montepulciano (da Hotel Califano)
- 2018 – Eros Ramazzotti – Vale per sempre (da Vita ce n'è)
- 2019 – Giusy Ferreri – Le cose che canto
- 2019 – Loredana Bertè – Tequila e San Miguel
- 2019 – Piccolo Coro dell'Antoniano – Come i pesci, gli elefanti e le tigri
- 2020 – Francesca Michielin feat. Takagi & Ketra e Fred De Palma – Acqua e sapone (da Feat (stato di natura))
- 2020 – Boomdabash – Don't Worry
- 2021 – The Kolors – Leoni al sole
- 2023 – Laura Pausini – Tutte le volte (da Anime parallele)
- 2024 – Benji & Fede – Musica animale

## Filmografia
- Sotto il sole di Riccione, regia degli YouNuts! (2020)
- Sulle nuvole, regia di Tommaso Paradiso (2022)